# Синнікоаре (Клуж)
Синнікоаре (рум. Sânnicoară) — село у повіті Клуж в Румунії. Входить до складу комуни Апахіда.
Село розташоване на відстані 319 км на північний захід від Бухареста, 9 км на схід від Клуж-Напоки.

## Населення
За даними перепису населення 2002 року у селі проживала 1631 особа.
Національний склад населення села:
| Національність | Кількість осіб | Відсоток |
| -------------- | -------------- | -------- |
| румуни         | 1535           | 94,1%    |
| угорці         | 57             | 3,5%     |
| цигани         | 38             | 2,3%     |

Рідною мовою назвали:
| Мова      | Кількість осіб | Відсоток |
| --------- | -------------- | -------- |
| румунська | 1545           | 94,7%    |
| угорська  | 54             | 3,3%     |
| циганська | 31             | 1,9%     |